# Omni La Mansión del Rio
L'Omni La Mansión del Rio est un hôtel américain situé à San Antonio, au Texas. Installé dans un bâtiment dont la construction a commencé en 1852, cet établissement d'Omni Hotels & Resorts est membre des Historic Hotels of America depuis 2010 et des Historic Hotels Worldwide depuis 2014.